# Mutter Küsters' Fahrt zum Himmel
Mutter Küsters' Fahrt zum Himmel (alemany: Viatge al cel de la mare Küsters) és una pel·lícula alemanya del 1975 escrita i dirigida per Rainer Werner Fassbinder. És protagonitzada per Brigitte Mira, Ingrid Caven, Karlheinz Böhm i Margit Carstensen. La pel·lícula es va rodar durant 20 dies entre febrer i març de 1975 a Frankfurt am Main. La pel·lícula es va basar tant en melodrames a l'estil de Sirk com en pel·lícules d'obrers de l'època de Weimar per explicar una història política de coming-of-age.

## Argument
Emma Küsters (Mira), una dona de classe treballadora, viu a Frankfurt amb el seu fill i la seva nora. Mentre fa feina de divulgació muntant endolls elèctrics, Frau Küsters s'assabenta que el seu marit Hermann (treballador de la fàbrica de pneumàtics durant vint anys) ha matat el seu supervisor o el fill del seu supervisor i després s'ha suïcidat. Més tard es fa evident que el Sr. Küsters s'havia tornat boig temporalment després d'escoltar l'anunci d'acomiadament.
Un grup de periodistes s'aprofita de l'embogida Mare Kusters per sensacionalitzar les morts. No trobant consol del seu fill Ernst (Meier), la nora Helene (Irm Hermann), que se'n va de vacances ràpidament, o la filla (Caven), Küsters es dirigeix a Karl i Marianne Thälmann (Böhm i Carstensen), que resulten ser dos membres del Partit Comunista Alemany (DKP). Es presenten al funeral d'Hermann i la conviden a casa seva, que Marianne havia heretat.
Els comunistes veuen el marit de Küsters com un "revolucionari" i una víctima equivocada del capitalisme, però inicialment no està convençuda; el seu marit veia els comunistes com a esvalotadors. La seva filla Corinna aconsella a la seva mare que no tingui res a veure amb ells, i assenyala les diferents condicions de què gaudeixen les autoritats i la gent a l'Est. En una revista apareix un article sobre la tragèdia de Niemeyer (Gottfried John), un fotoperiodista que abans havia mostrat un interès particular per la família. L'Emma troba l'article censurable, però la seva filla, que s'ha embarcat en una aventura amb Niemeyer, el defensa per raons de "guanyar-se la vida". A la fàbrica, Emma Küsters troba que el règim de pensions de l'empresa no s'aplicarà en el seu cas; el comitè d'obrers i el consell d'empresa estan al mateix punt en el tema. La seva filla se'n va, i l'Ernst i l'Helene, acabats de tornar de vacances, anuncien que s'instal·laran a casa seva. Helene, esperant un fill, no té bones relacions amb la seva cunyada.
Emma Küsters s'uneix ara al Partit Comunista, després d'haver trobat més simpàtic l'article del diari de Karl, però després que Küsters parli a la seva primera reunió política del DKP, coneix un jove venedor de diaris que diu que "realment" té els seus interessos a l'hora d'esborrar el problema del seu marit. Li dona les seves dades de contacte. Ràpidament s'impacienta amb les tàctiques passives dels comunistes; han de fer campanya a les properes eleccions explica Karl. Ella connecta amb un grup reduït d'anarquistes, que, encara que són més petits en nombre que els comunistes, afirmen tenir més esperit.
La pel·lícula té dos finals:
- El principal membre dels anarquistes, Horst Knab, demana veure a Niemeyer a les oficines de la revista, però el secretari ('Lilo Pempeit', la mare de Fassbinder) diu que no està disponible. L'editor suggereix que Küsters enviï una carta que podria publicar. Els anarquistes prenen com a ostatge el personal a punta de pistola, inclòs Niemeyer, que ara viu amb Corinna, que arriba sense saber fins a quin punt ha evolucionat la situació. Els anarquistes exigeixen l'alliberament de tots els presos polítics d'Alemanya Occidental, un Mercedes 600 per portar-los a l'aeroport i un Boeing 707 per treure'ls del país. Küsters es veu horroritzat davant les demandes dels anarquistes, però mor en un enfrontament posterior amb la policia. Knab mata a Linke (l'editor), però Knab també és disparat. (Les últimes etapes de la narració es detallen amb subtítols.)
- En un altre final (utilitzat principalment per a l'edició americana), Niemeyer és a les oficines de la revista, però com que el personal comença a marxar al final de la seva jornada laboral, els dos anarquistes s'avorreixen amb la vaga d'assentaments i marxen però Küsters es queda. Després que la seva filla Corinna, que ara viu clarament amb Niemeyer, la truqui i li digui que està fent ridícul, Emma Küsters coneix l'amable conserge de les oficines del diari, la dona del qual ha mort. La vídua i el vidu marxen a sopar junts, aparentment començant una relació romàntica.[3]

La pel·lícula de Fassbinder critica la set de sang dels mitjans de comunicació alemanys dels anys 70 d'una manera semblant a Die verlorene Ehre der Katharina Blum (dirigida per Volker Schlöndorff i Margarethe von Trotta). Tanmateix, la pel·lícula de Fassbinder va més enllà criticant l'egoisme aclaparador present a la societat contemporània. Gairebé tots els que es troben amb la mare Küsters són egoistes i no es preocupen per consolar-la. Fassbinder també critica clarament la petita moderació del Partit Comunista Alemany i el "activisme de butaca".

## Repartiment
- Brigitte Mira – Emma Küsters
- Ingrid Caven – Corinna Corinne,[4] també coneguda com Corinna Küsters
- Armin Meier – Ernst Küsters
- Irm Hermann – Helene Küsters
- Karlheinz Böhm – Karl Tillmann[5]
- Margit Carstensen – Frau Marianne Tillmann
- Gottfried John – Niemeyer
- Matthias Fuchs – Horst Knab
- Kurt Raab - Gustav